# جوزيف زوس أوبنهايمر

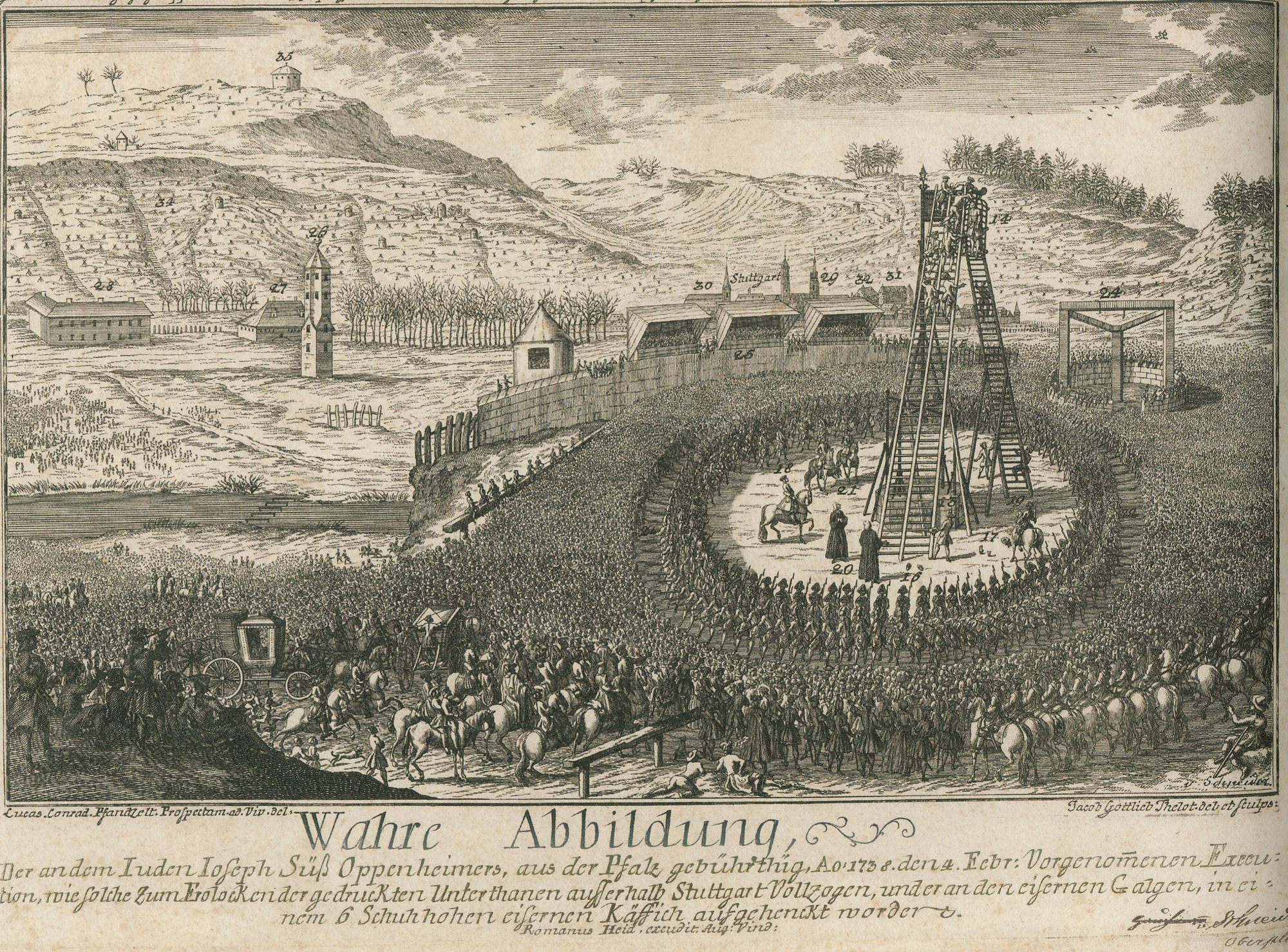
رسم يوضح حكم الإعدام بحق جوزيف زوس

جوزيف زوس أوبنهايمر (بالألمانية: Joseph Süß Oppenheimer)، من مواليد 1698م وأعدم بتاريخ 4 فبراير سنة 1738م، كان جوزيف أحد رجال بيت المال المصرفيين اليهود في مدينة شتوتغارت الألمانية.

## الاعتقال والمحاكمة والتنفيذ
في 12 مارس 1737 تُوفي كارل ألكسندر وهو حارس جوزيف، وفي ذلك الوقت ألقي القبض على جوزيف واتهم بجرائم مختلفة، بما في ذلك الاحتيال والاختلاس والخيانة والعلاقات الداعرة مع عدد من النساء، بالإضافة إلى قبول الرشاوي. حاول بعض اليهود مساعدته خلال المحاكمة، إلا أنَّ آخرون قدمو شهاداتٍ ضده. يُمكن دحض معظم الاتهامات ضده، وإسقاط تهمة الدعارة لحماية النساء.
حظيت مُحاكمة جوزيف بتغطيةٍ إعلاميةٍ كبيرة، وبعدها حُكم عليه بالإعدام، دون ذكرِ أي جريمةٍ محددة. عندما طلب سجانوه منه اعتناق المسيحية، رفض ذلك.
سيقَ جوزيف إلى المشنقة في 4 فبراير 1739، وَأُعطيَ فرصةً أخيرة للتحول إلى المسيحية، ولكنه رفض فعل ذلك، وأثناء إعدامه، كانت كلماته الأخيرة تُعبر عن العقيدة اليهودية «اسمع يا إسرائيل: الرب إلهنا، الرب واحد».
فيما بعد أُعلنَ عن سجلات القضية بسرية، لذلك وحتى عام 1918 لم يتمكن أحد من معرفة السبب القضائي لإعدام جوزيف. كانت جثته مُعلقة في قفصٍ خارج شتوتغارت في منطقة براغساتيل لمدة ست سنوات حتى تنصيف دوق فورتمبرغ كارل أويغن، والذي كان أول عمل له كحاكم، بأن يسمح بدفن جثة جوزيف تحت المشنقة.